# جيمس وركمان
جيمس وركمان (بالإنجليزية: James Theodore Workman)‏ هو مجدف أمريكي، ولد في 30 أبريل 1908 في وودوارد في الولايات المتحدة، وتوفي في 15 أكتوبر 1983 في مقاطعة أورانج في الولايات المتحدة.

## وصلات خارجية
- جيمس وركمان على موقع الاتحاد الدولي للتجديف (الإنجليزية)
- جيمس وركمان على موقع اللجنة الأولمبية الدولية (الإنجليزية)
- جيمس وركمان على موقع أوليمبيديا (الإنجليزية)